# 福州市人民政府
福州市人民政府，简称福州市政府、榕政，是中华人民共和国福建省福州市的行政机关。

## 沿革
1949年8月17日福州解放。同年8月23日，成立中国人民解放军福州市军事管制委员会。8月26日，成立福州市人民政府。1955年12月，福州市人民政府改称福州市人民委员会。1966年文化大革命开始后，市人民委员会工作机构陷入瘫痪状态。1967年1月，中国人民解放军驻福州部队介入地方执行“三支两军”。7月，成立军事管制委员会，同时成立“公、检、法”军事管制委员会。1968年8月，成立福州市革命委员会。1980年2月，福州市第七届人民代表大会第二次会议决定恢复福州市人民政府，同时撤销福州市革命委员会。

## 职权
根据《中华人民共和国地方各级人民代表大会和地方各级人民政府组织法》第七十三条，县级以上的地方各级人民政府行使下列职权：
1. 执行本级人民代表大会及其常务委员会的决议，以及上级国家行政机关的决定和命令，规定行政措施，发布决定和命令；
2. 领导所属各工作部门和下级人民政府的工作；
3. 改变或者撤销所属各工作部门的不适当的命令、指示和下级人民政府的不适当的决定、命令；
4. 依照法律的规定任免、培训、考核和奖惩国家行政机关工作人员；
5. 编制和执行国民经济和社会发展规划纲要、计划和预算，管理本行政区域内的经济、教育、科学、文化、卫生、体育、城乡建设等事业和生态环境保护、自然资源、财政、民政、社会保障、公安、民族事务、司法行政、人口与计划生育等行政工作；
6. 保护社会主义的全民所有的财产和劳动群众集体所有的财产，保护公民私人所有的合法财产，维护社会秩序，保障公民的人身权利、民主权利和其他权利；
7. 履行国有资产管理职责；
8. 保护各种经济组织的合法权益；
9. 铸牢中华民族共同体意识，促进各民族广泛交往交流交融，保障少数民族的合法权利和利益，保障少数民族保持或者改革自己的风俗习惯的自由，帮助本行政区域内的民族自治地方依照宪法和法律实行区域自治，帮助各少数民族发展政治、经济和文化的建设事业；
10. 保障宪法和法律赋予妇女的男女平等、同工同酬和婚姻自由等各项权利；
11. 办理上级国家行政机关交办的其他事项。

## 机构设置
根据有关规定，福州市人民政府设置下列机构：
- 福州市人民政府办公厅
- 福州市发展和改革委员会
- 福州市教育局
- 福州市科学技术局
- 福州市工业和信息化局
- 福州市数据管理局
- 福州市民族与宗教事务局
- 福州市公安局
- 福州市民政局
- 福州市司法局
- 福州市财政局
- 福州市人力资源和社会保障局
- 福州市自然资源和规划局
- 福州市生态环境局
- 福州市住房和城乡建设局
- 福州市城市管理委员会
- 福州市交通运输局
- 福州市水利局
- 福州市农业农村局
- 福州市商务局
- 福州市粮食和物资储备局
- 福州市文化和旅游局
- 福州市文物局
- 福州市卫生健康委员会
- 福州市退役军人事务局
- 福州市应急管理局
- 福州市审计局
- 福州市人民政府外事办公室
- 福州市林业局
- 福州市海洋与渔业局
- 福州市市场监督管理局
- 福州市体育局
- 福州市统计局
- 福州市国防动员办公室
- 福州市医疗保障局
- 福州市信访局
- 福州市机关事务管理局
- 福州市国有资产监督管理委员会

（公安局挂打击走私综合治理工作办公室牌子；民政局挂革命老根据地建设办公室牌子；财政局挂福州新区财政与投融资局牌子；农业农村局挂扶贫开发领导小组办公室、市委实施乡村振兴战略领导小组办公室牌子；商务局挂口岸工作办公室牌子；文化和旅游局挂广播电视局牌子；退役军人事务局挂双拥共建工作领导小组办公室牌子；市场监督管理局挂知识产权局牌子；统计局挂福州新区统计局牌子。）

### 福州新区管委会工作机构
- 福州新区综合协调办公室
- 福州新区规划发展局

### 直属事业单位
- 福州市人民政府发展研究中心
- 福州市供销合作社联合社
- 福州市城镇集体工业联合社
- 福州广播电视台
- 福州仲裁委员会办事处

直属高等学校
- 闽江学院（正厅级）
- 福州职业技术学院（副厅级）
- 闽江师范高等专科学校（副厅级）

（闽江学院由福建省人民政府、福州市人民政府共建，以福州市人民政府管理为主。福州职业技术学院挂福州开放大学、福州工人业余大学、福州业余大学、福州市社区大学牌子。）

### 派出机构
- 福州经济开发区管理委员会
- 福州滨海新城开发建设指挥部
- 福州地区大学新校区管理委员会
- 福州台商投资区管理委员会
- 闽台（福州）蓝色经济产业园管理委员会（筹）
- 福州临空经济区管理委员会（筹）
- 福州市鼓岭旅游度假区管理委员会
- 福州市历史文化名城管理委员会
- 福州市人民政府驻北京联络处
- 福州市人民政府驻上海办事处
- 福州市人民政府驻深圳办事处

（福州经济开发区管理委员会与福州市马尾区人民政府合署办公；市鼓岭旅游度假区管理委员会挂市鼓山风景名胜区管理委员会牌子；福州市历史文化名城管理委员会挂市三坊七巷管理委员会牌子）

## 历任领导
| 福州市人民政府市长 - 洪永世（1984年6月－1993年2月） - 金能筹（1993年2月－1995年5月） - 翁福琳（1995年5月－2001年9月） - 练知轩（2001年9月－2005年11月） - 郑松岩（2005年11月－2009年6月） - 苏增添（2009年6月－2011年9月） - 杨益民（2011年9月－2016年8月） - 尤猛军（2016年8月－2021年8月） - 吴贤德（2021年8月-） |